# Gyllene skinnets orden

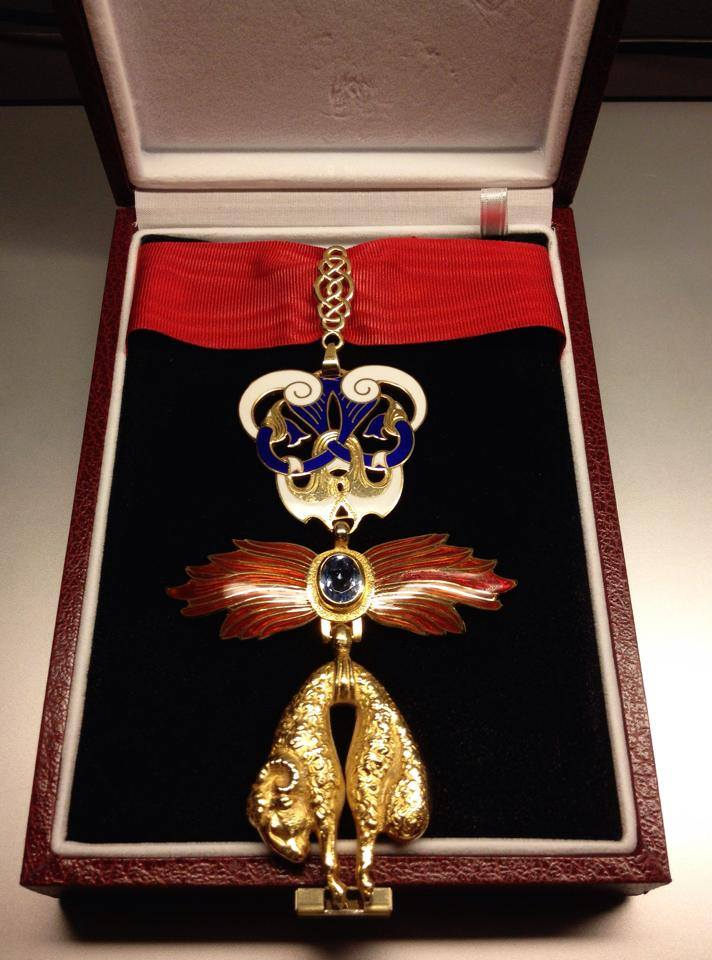
Ordens tecken

Gyllene skinnets orden (spanska:  Insigne Orden del Toisón de Oro, tyska: Orden vom Goldenen Vlies, latin: Ordo Aurei Velleris), är en spansk orden instiftad 1429 av hertig Filip den gode av Burgund, som var ordens förste stormästare. Efter att ordens andre stormästare, Filip III:s son hertig Karl den djärve, dog 1477 kom hans dotter Maria av Burgunds gemål Maximilian I (tysk-romersk kejsare) av Habsburg att bli stormästare. Deras son Filip I av Kastilien "den sköne" blev ordens fjärde stormästare. Genom sitt giftermål med Isabella I av Kastiliens dotter Johanna den vansinniga tog han titeln kung av Kastilien efter svärmoderns död. 
Ordensnamnet är en referens till det Gyllene skinnet i den grekiska mytologin.
När den siste spanske kungen av huset Habsburg, Karl II av Spanien, dog 1700 delades orden i en spansk och en österrikisk linje på grund av den arvstvist som uppstod om tronföljden. Efter spanska tronföljdskriget kom Tysk-romerska riket och Spanien 1725 överens om att båda staterna kunde utse riddare av Gyllene Skinnet. Därefter har både de spanska kungarna och den habsburgska ättens överhuvuden varit stormästare. Efter första världskriget försökte också belgiska kungen Albert I bli ordens stormästare. Spanska hovet erkände inte detta och Österrike sin gamla kejserliga familjs överhuvud som stormästare.

## Idag
Ordens spanske stormästare är Spaniens kung (sedan 2014 Felipe VI) medan dess österrikiske stormästare är ätten Habsburgs överhuvud (sedan 2000 Karl Habsburg-Lothringen).
Sveriges konung Carl XVI Gustaf är riddare av ordens spanska gren sedan 1983.
Den österrikiska grenen har begränsat antal riddare till 50. Riddarna måste vara katolska adelsmän. Enligt ordens tradition samlas in riddarna årligen den 30 november för att fira ordens skyddshelgon Andreas.
I Spanien tilldelas orden enligt monarkens gottfinnande. Kvinnor kan också bli tilldelade orden fast majoriteten av dessa är kungliga kvinnor. Efter ordens mottagares död ska dess tecken returneras till Spanien.
Orden består av bara en klass:
- riddare